# Cubel
Cubel ist ein spanischer Ort und eine Gemeinde (municipio) mit nur noch 143 Einwohnern (Stand: 2024) im Süden der Provinz Saragossa in der Autonomen Gemeinschaft Aragonien. Die Gemeinde gehört zur bevölkerungsarmen Serranía Celtibérica.

## Lage und Klima
Cubel liegt ca. 105 km (Fahrtstrecke) südwestlich der Provinzhauptstadt Saragossa in einer Höhe von ca. 1110 m. Ein jährlicher Niederschlag von 491 mm hat ein gemäßigtes Klima zur Folge.

## Bevölkerungsentwicklung
| Jahr      | 1970 | 1981 | 1991 | 2001 | 2011 | 2021 |
| Einwohner | 332  | 304  | 267  |      | 194  | 146  |

## Sehenswürdigkeiten
- Kirche Mariä Himmelfahrt (Iglesia de Nuestra Señora de la Asunción)
- Gemeindepavillon

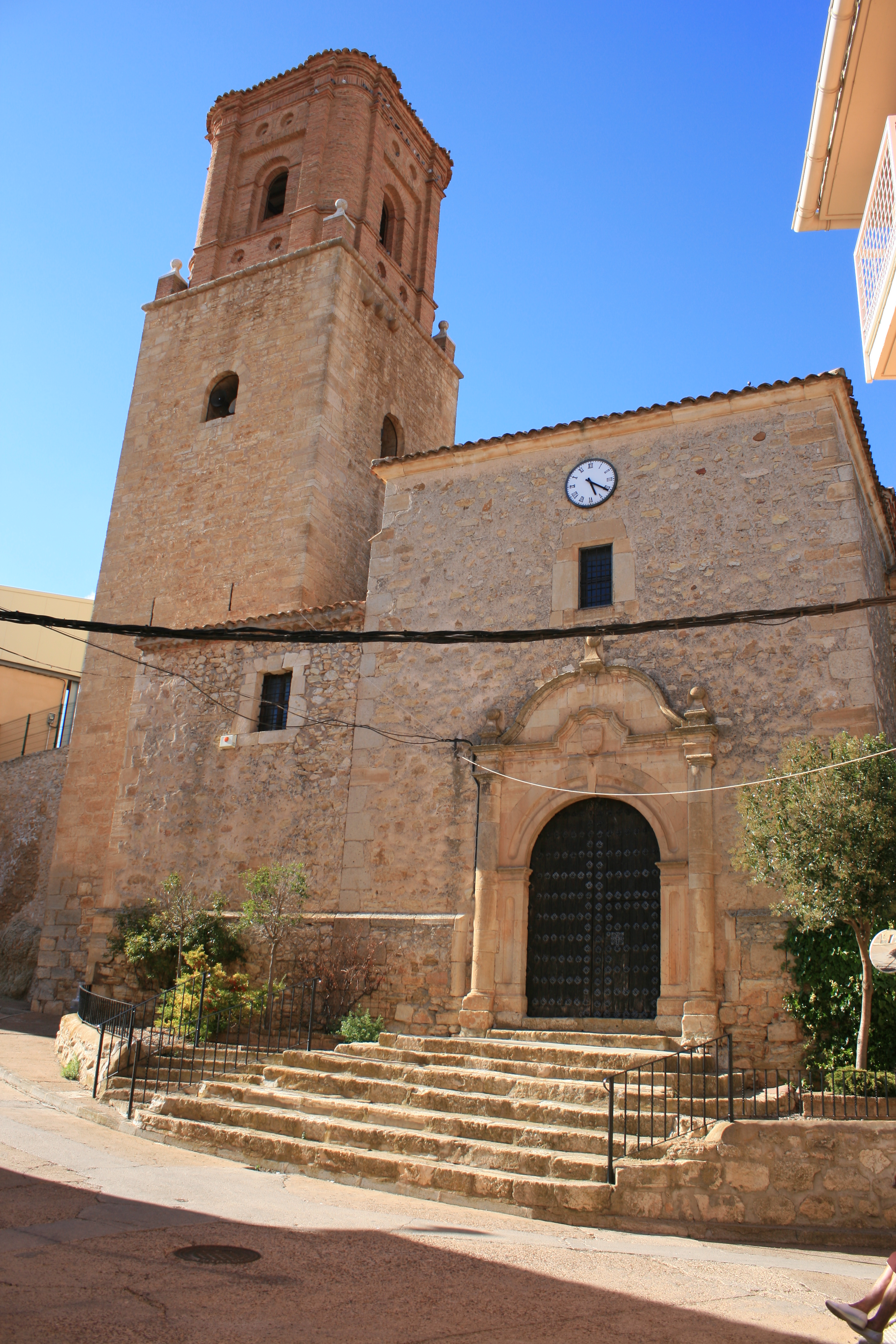
Kirche Mariä Himmelfahrt
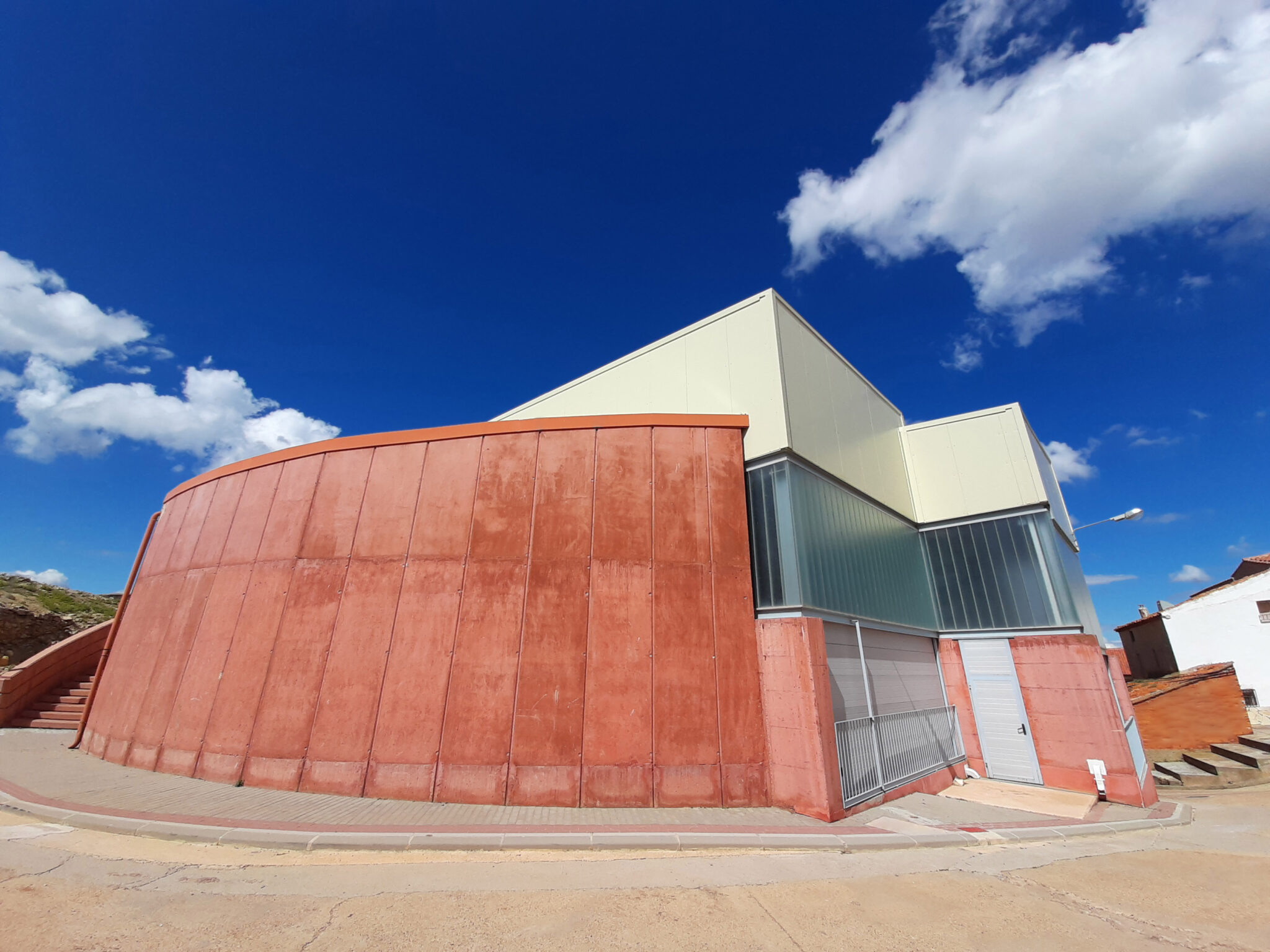
Gemeindepavillon